# Nachtogen
Nachtogen is een personage uit de trilogie De boeken van de Zieners en De boeken van de Nar van de schrijfster Robin Hobb.
Nachtogen is de wijsheidspartner van FitzChevalric Ziener. Ze hebben elkaar ontmoet door de woede van Nachtogen die op dat moment in een kooi opgesloten zat bij een vuile koopman. FitzChevalric kocht hem in een opwelling met het idee hem later in het wild los te laten. Maar Nachtogen had andere plannen, daar FitzChevalric nu tot zijn troep behoorde.